# Ors British Cemetery
Ors British Cemetery is een Britse militaire begraafplaats met gesneuvelden uit de Eerste Wereldoorlog en gelegen in de Franse plaats Ors (Noorderdepartement). De begraafplaats ligt in het veld op 1.100 m ten noordoosten van het dorpscentrum, en is bereikbaar langs een pad van ongeveer 350 m. Ze werd ontworpen door William Cowlishaw en wordt onderhouden door de Commonwealth War Graves Commission. De begraafplaats heeft een trapeziumvormig grondplan met een oppervlakte van ongeveer 482 m² en wordt omgeven door een natuurstenen muur. Het Cross of Sacrifice staat recht tegenover de toegang op een sokkel tegen de noordwestelijke muur. 
Er liggen 107 slachtoffers waarvan 6 niet geïdentificeerd konden worden.
In de gemeentelijke begraafplaats van Ors liggen ook Britse gesneuvelden begraven die bij de CWGC geregistreerd staan als Ors Communal Cemetery. 

## Geschiedenis
Gedurende het grootste deel van de oorlog was Ors in Duitse handen maar de 6th Division bevrijdde het dorp op 1 november 1918. De begraafplaats werd toen opgestart om gesneuvelden van de Highland Light Infantry en de Royal Engineers te begraven. Na de wapenstilstand werd ze uitgebreid met doden afkomstig uit Chateau Seydoux British Cemetery in Le Cateau, Flaumont Churchyard, Jenlain Churchyard en St. Python Communal Cemetery. 
Onder de geïdentificeerde doden zijn er 59 Britten, 1 Australiër en 41 Zuid-Afrikanen.

## Graven
- Op de grafzerk van de Zuid-Afrikaanse soldaat H.L. Van De Venter wordt zijn naam foutief gespeld als Van Deyenter.

### Onderscheiden militairen
- Walter Oates, onderluitenant bij de Royal Engineers werd onderscheiden met het Military Cross (MC).
- John McKinnon, korporaal bij de Royal Engineers werd onderscheiden met de Military Medal (MM).

### Minderjarige militair
- Gordon Tarbat Wishart, soldaat bij de South African Infantry was 17 jaar toen hij op 17 oktober 1918 sneuvelde.

### Alias
- soldaat Sidney Thirkell Innes diende onder het alias Sidney Thomas Harding bij de South African Infantry.